# Harlem (ramal O'Hare de la línea Azul)
Harlem es una estación en la línea Azul del Metro de Chicago. La estación se encuentra en el número 5550 de la avenida North Harlem de Chicago, Illinois. La estación Harlem fue inaugurada el [27 de febrero de 1983.  La Autoridad de Tránsito de Chicago es la encargada por el mantenimiento y administración de la estación. Los trenes en la estación operan las 24 horas al día.

## Descripción
La estación Harlem cuenta con 1 plataforma central y 2 vías. La estación también cuenta con 53 de espacios de aparcamiento.

## Conexiones
La estación es abastecida por las siguientes conexiones: 
- Rutas del CTA: Pace